# Моту Акеа
Моту Акеа је ненасељено острвце у саставу атола Нукунону у оквиру острвске територије Токелау у јужном делу Тихог океана. Налази се у јужном делу атола, између острваца Моту Фала и Фулумахага. Прекривено је тропским растињем.